# Costa Azul, Baja California Sur
Costa Azul är en ort i Mexiko.   Den ligger i kommunen Los Cabos och delstaten Baja California Sur, i den västra delen av landet, 1 200 km väster om huvudstaden Mexico City. Costa Azul ligger 27 meter över havet och antalet invånare är 140.
Terrängen runt Costa Azul är platt söderut, men åt nordväst är den kuperad. Havet är nära Costa Azul åt sydost.  Närmaste större samhälle är San José del Cabo, 4,1 km nordost om Costa Azul. 